# Lyons (Michigan)
Lyons é uma vila localizada no estado americano de Michigan, no Condado de Ionia.

## Demografia
Segundo o censo americano de 2000, a sua população era de 726 habitantes.
Em 2006, foi estimada uma população de 735, um aumento de 9 (1.2%).

## Geografia
De acordo com o United States Census Bureau tem uma área de 3,5 km², dos quais 3,2 km² cobertos por terra e 0,3 km² cobertos por água.

## Localidades na vizinhança
O diagrama seguinte representa as localidades num raio de 16 km ao redor de Lyons.